# Пам'ятай (фільм)
«Пам'ята́й» (англ. Memento) — психологічний трилер 2000 року режисера Крістофера Нолана. Сценарій фільму був написаний Ноланом за оповіданням «Memento Mori» його молодшого брата Джонатана Нолана.
Прем'єра фільму відбулася 5 вересня 2000 року на Венеційському кінофестивалі. Фільм отримав безліч нагород, зокрема номінації на премію Оскар за оригінальний сценарій і монтаж.
На 1 березня 2024 року фільм займав 58-му позицію у списку 250 кращих фільмів за версією IMDb.

## Синопсис
Леонард Шелбі вишукано і дорого одягнений, їздить на новенькому «Ягуарові», але проживає в дешевих мотелях. Його мета в житті — знайти вбивцю дружини.
Його проблема — рідкісна форма амнезії, втрата короткої пам'яті, пам'ятаючи все до вбивства, він не пам'ятає, що було п'ятнадцять хвилин тому. Його друзі — Теді і Наталі, та і чи друзі вони йому. Його супутники — фотоапарат «Polaroid» і тату на тілі. Головне питання — чому покараних більше, ніж винних?

## Фабула
У фільмі дія розвивається в іншому — художньому — напрямі. Чорно-білим сценам відповідають більш ранні події.
Пролог (лінія флешбеків):
Детективу страхової компанії Леонарду Шелбі доручають розслідувати справу Семмі Дженкіса. Після автомобільної аварії Семмі, ймовірно, втратив здатність запам’ятовувати нові події. Леонарду треба зрозуміти, чи є це психічним відхиленням чи фізичним наслідком перенесеної травми (у другому випадку страхова компанія виплатить компенсацію). Леонард відправляє Семмі на спеціальне тестування, яке доводить, що хвороба останнього є психічною, а не фізичною, і тому Семмі відмовляють у виплаті.
Через деякий час, посеред ночі, в дім Леонарда вламуються двоє чоловіків, і гвалтують його дружину. Побачивши їх, він вбиває одного, але другий завдає йому важку травму голови. Через отриману травму Леонард втрачає здатність запам’ятовувати події.
Пряма лінія (чорно-біла):
Леонард Шелбі прокидається в анонімній кімнаті мотелю, і не пам’ятає того, чому він є в цій кімнаті. Тут Леонард починає телефонну розмову з невідомою людиною, яка йому подзвонила. В цій розмові герой фільму розповідає історію Семмі Дженкіса. Семмі страждав антероградною амнезією, через яку він не міг формувати нові спогади. Сам же Леонард працював в страховій компанії у відділі розслідування страхових випадків. У даному разі йому треба було відповісти на питання, чи був стан Семмі наслідком фізичного збитку — і тоді компанії довелося би платити страховку, — або ж причини розладу мали психічний характер. Для цього Леонард відправив Семмі на спеціальне тестування, яке той провалив, і тому він зробив висновок, що втрата пам’яті у містера Дженкіса була психічною, а не фізичною, і страхову суму не виплатили на основі того, що Семмі не був застрахований на випадок психічних хвороб. Однак, з думкою про те, що чоловік міг би бути вилікуваний, дружина Семмі повернулася в агентство і запитала у Леонарда особистої думки: чи дійсно Семмі був симулянтом. Вирішивши, що жінці потрібна хоч якась відповідь на втіху, Леонард знову дипломатично озвучив позицію страхової компанії: фізично Семмі здатен на створення нових спогадів. Місіс Дженкіс, яка є діабетиком, спробувала підтвердити гіпотезу про те, що її чоловік здатен на створення нових спогадів, і обманним шляхом (переводячи стрілки годинника назад) змусила його зробити їй декілька ін'єкцій інсуліну підряд. Після того, як Семмі, який нічого не підозрював, спричинив передозування, його дружина впала в кому і згодом померла, а його помістили в психіатричну лікарню, де він продовжував жити, не знаючи про те, що відбулося.
Також Леонард розказав телефоном тому ж невідомому, як померла його власна дружина. Одного разу вночі два чоловіки вламалися в його дім і згвалтували, а потім вбили його дружину. Леонард вистрілив в одного нападника, але його ззаду атакував інший злочинець. Внаслідок ушкоджень голови у нього розвинулася антероградна амнезія. Поліція не повірила Леонарду, що був другий нападник. Тому він вирішив сам знайти і вбити другого злочинця, щоб помститися за смерть своєї дружини. З цією метою Леонард створив систему, яка допомагає йому долати повну втрату короткочасної пам’яті: він робить моментальні знімки камерою Полароїд-690, пише на них собі нотатки, а найважливіші факти навіть татуює на своєму тілі. Один з небагатьох ключів до розгадки особистості другого нападника — це тату, які кажуть про те, що ім’я вбивці — «Джон або Джеймс Г».
Тедді, таємничий ініціатор довгої телефонної розмови, повідомляє Леонарду, що вбивцею є наркоторговець Джиммі Гранц і що його можна буде знайти в одній закинутій будівлі за містом. Леонард їде до цього місця, душить Джиммі, і робить знімок тіла Полароїдом. Разом з фотографією, яка проявляється, сам фільм стає кольоровим.
Зворотна лінія (кольорова):
Дочекавшись проявлення фотографії, Леонард одягається в костюм Джиммі. Перед тим як остаточно померти, Джиммі неочікувано вимовляє ім’я «Семмі». Леонард в паніці запитує себе, звідки той знає про містера Дженкіса. Через декілька хвилин Тедді під’їжджає до закинутої будівлі, і Леонард усвідомлює, що його обманули. Джиммі Гранц був місцевим торговцем наркотиками і не мав ніякого відношення до вбивства його дружини. Тедді стверджує, що дружина Леонарда взагалі пережила напад злочинців, але померла від передозування інсуліну, який їй ввів сам Леонард. Згідно слів Тедді, Семмі Дженкіс був шахраєм, до того ж навіть неодруженим. Також Тедді розповідає, що раніше був поліцейським, який зжалився над Леонардом і допоміг йому розшукати і вбити реального Джона Г. уже більше року тому. Але той забув, що вже помстився, і почав шукати Джона Г. знову. Увесь цей час Тедді, який почав займатися відбиранням грошей наркоторговців, маніпулював Леонардом, змушуючи його здійснити нове вбивство «Джона Г.» Як збіг, справжнє ім’я Тедді — також Джон Г.
Леонард хоче вбити Тедді, але не може, і залишає собі підказки, які переконають його самого в тому, що це Тедді вбив його дружину: номер його машини, і підпис на фотографії, де зображений останній,— «Не вір йому, він бреше», а також спалює дві інші фотографії: одна з них свідчить про успіх у вбивстві другого «Джона Г.» (Джиммі), а друга — це стара фотографія, яку Тедді зробив для нього після того, як той вбив справжнього «Джона Г.». На ній Леонард, радіючи, вказує собі пальцем на серце. На цьому місці нема татуювання, воно чисте.
Взявши автомобіль Джиммі, в багажнику якого є багато грошей, Леонард залишає Тедді з нічим і їде геть. Під час поїздки він робить висновки, зокрема і про те, що спогади роблять людину тим, ким вона є. Побачивши вивіску тату-салону, Леонард різко зупиняється, а потім питає себе: «Що це було?». Цим моментом фільм закінчується.
В салоні, поки йому роблять напис номера автомобіля Тедді на стегні, Леонард знаходить у себе в кишені записку від подруги Джиммі — Наталі. Забувши, що він носить одяг Джиммі, Леонард думає, що записка — для нього.
Він їде в бар, де працює Наталі, і розповідає їй про свій хворобливий стан. Наталі пропонує Леонарду допомогу, але пізніше обманює його з тією метою, щоб він позбувся людини на ім’я Додд, який, за її словами, переслідує її за гроші, які пов’язані зі справами наркоторговця Джиммі. Попри те, що його самого ледь не вбили, Леонард все-таки змушує Додда покинути місто.
Коли Наталі дізнається, що Додд виїхав з міста, вона, на знак вдячності, дізнається для Леонарда, хто є власником машини, номер якої витатуйований на його стегні. Наталі вручає йому копію водійських прав цього чоловіка, і Леонард порівнює фотографію водія в отриманому документі зі своєю фотографією Тедді, а також перевіряє, чи збігаються дані з водійських прав з фактами, які витатуйовані на його тілі. Він дізнається, що реальне ім’я Тедді — Джон Едвард Геммелл — «Джон Г.». Всі факти підтверджуються, і Леонард робить висновок: Тедді — це і є той злочинець, який згвалтував і вбив його дружину. Після цього Леонард везе Тедді до закинутої будівлі, де він вбив Джиммі Гранца, і вистрілює йому в голову. З цього моменту фільм починається.

## Актори
- Гай Пірс — Леонард Шелбі
- Кері-Енн Мосс — Наталі
- Джо Пантоліано — Джон Едвард «Тедді» Геммелл
- Марк Бун молодший — Барт
- Расс Фега — Офіціант
- Джоржа Фокс — Дружина Леонарда
- Стівен Тоболовські — Семмі Дженкіс
- Гарієт Сенсом Гарріс — Місіс Дженкіс
- Томас Леннон — Лікар
- Каллум Кіт Ренні — Додд
- Кімберлі Кемпбел — Блондинка
- Маріанн Мюллерлейл — Майстер татуажу
- Ларі Голден — Джиммі

## Структура фільму

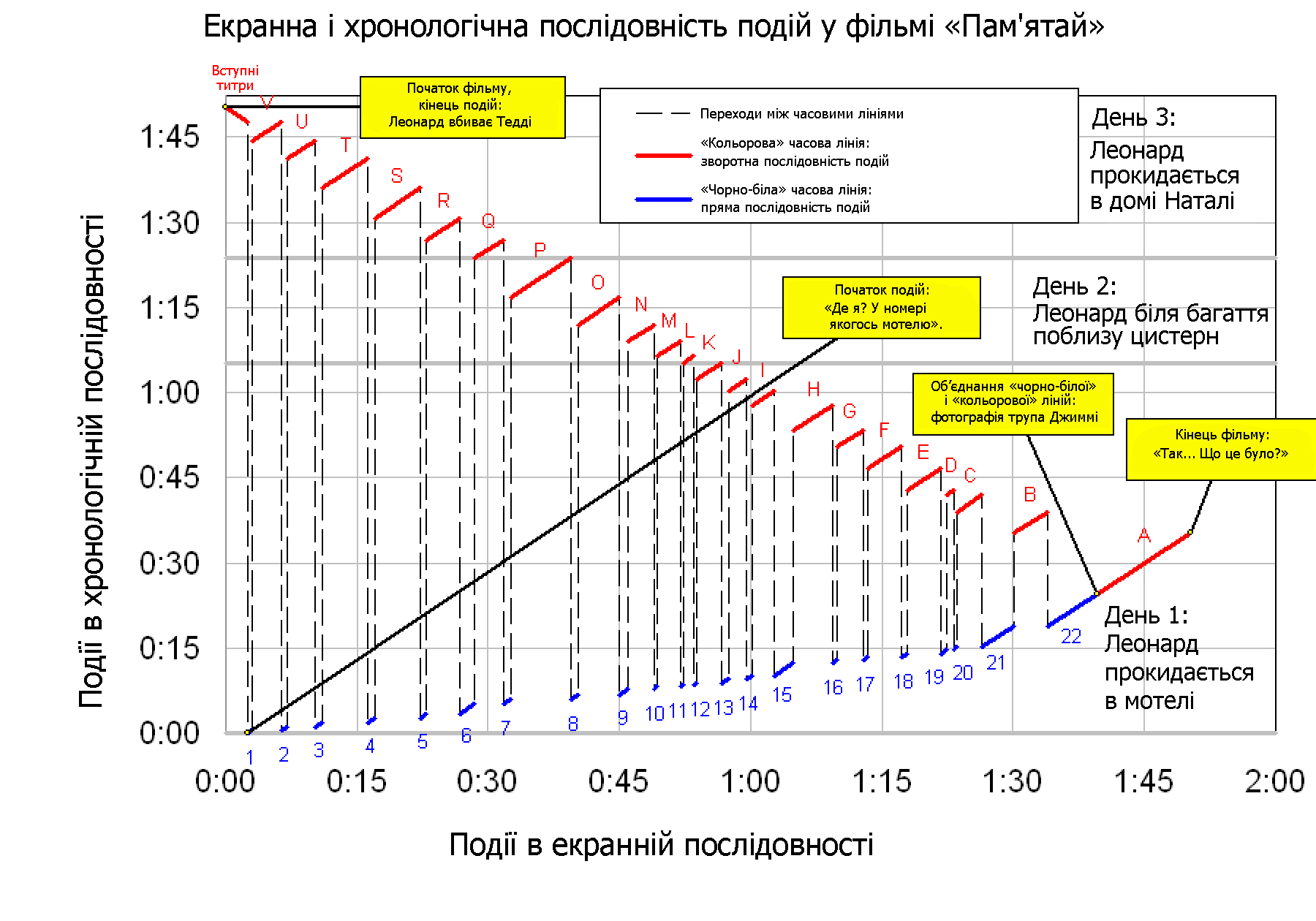
Екранна і хронологічна послідовність подій у фільмі

У фільмі є дві часові лінії: кольорові сцени чергуються із чорно-білими. Останні об'єднані в хронологічній послідовності. Кольорові сцени, хоч і показані вперед (за винятком першого фрагмента, який показано зворотно), ідуть у зворотному порядку. Хронологічно, чорно-білі сцени йдуть першими, а кольорові — наступними.
Якщо використати схему нумерації, запропоновану Енді Клейном — який у своїй статті для сайту Salon.com використав числа від 1 до 22 для чорно-білих сцен, і букви A—V для кольорових, — то структура фільму є такою: вступні титри, 1, V, 2, U, 3, T, 4, S, ..., 22/A, фінальні титри.
Між чорно-білою сценою №22 і кольоровим фрагментом «A» є плавний перехід, і це відбувається під час проявлення фотографії, зробленої за допомогою Полароїда.

## Сприйняття

### Рецензії кінокритиків
На сайті-агрегаторі рецензій Rotten Tomatoes картина має 93 % «свіжості» на основі 182-х рецензій із середнім рейтингом 8,30/10. Критичний консенсус сайту стверджує: «Крістофер Нолан майстерно направляє глядачів через фрагментований сюжет фільму, просочуючи свою картину екзистенціальним жахом». На Metacritic фільм отримав 80 балів зі 100 на основі 34-х рецензій від кінокритиків, що свідчить про «загалом позитивні рецензії».

### Реакція науковців
Багато медичних експертів вважають фільм одним з найбільш реалістичних і точних зображень антероградної амнезії. Крістоф Кох, нейробіолог з Каліфорнійського технологічного інституту, назвав кінокартину «найточнішим зображенням різних систем пам’яті в популярних ЗМІ», а доктор Естер М. Штернберг, директор Інтеграційної нейроімунної програми в Національному інституті психічного здоров’я, висловилася  про стрічку як про «майже ідеальне дослідження нейробіології пам’яті».

### Нагороди та номінації
| Рік  | Нагорода       | Категорія                       | Номінант                        | Результат |
| ---- | -------------- | ------------------------------- | ------------------------------- | --------- |
| 2002 | Премія «Оскар» | Найкращий оригінальний сценарій | Крістофер Нолан, Джонатан Нолан | Номінація |
| 2002 | Премія «Оскар» | Найкращий монтаж                | Доді Дорн                       | Номінація |